# Rudolf Čechura
Rudolf Čechura (5. února 1931, Želénky – 7. října 2014, Praha) byl český spisovatel, věnující se dětské a detektivní literatuře.

## Život
Pracoval jako učitel, úředník. V šedesátém roce nastoupil do redakce vědy a techniky Hlavní redakce pro děti a mládež (HRDM) Československého rozhlasu. Po několika letech
přešel pak z rozhlasu do časopisu Věda a technika mládeži (VTM), od roku 1973 byl literátem na volné noze. Napsal námět k večerníčkovým seriálům Maxipes Fík a Hugo z hor, dětem je určena také kniha Pavián mezi lidmi, využívající vědeckofantastický námět k poučení o pravidlech slušného chování. Čechurovým literárním vzorem byl Arthur Conan Doyle a vytvořil četné pastiše na jeho dílo (vyšly v souboru Dr. Sherlock Holmes v Čechách a jiné případy). V roce 1967 se stal členem londýnské Společnosti Sherlocka Holmese. Rudolf Čechura je také autorem scénáře televizní hororové komedie Šplhající profesor (režie Zdeněk Zelenka), v níž hrál Holmese Viktor Preiss. Dalším okruhem Čechurovy tvorby byly dobrodružné romány, odehrávající se v jeho rodném severočeském pohraničí v pohnuté době po druhé světové válce: Jako zvíře, Šperhák, Namydlená šikmá plocha.